# Jared Gilman
Jared Gilman T. Raynor  (nascido em 28 de Dezembro de 1998) é um ator americano mais conhecido por seu papel como Sam Shakusky no filme Moonrise Kingdom de 2012, que lhe valeu um 2013 o Young Artist Award nomeado para Melhor Ator Jovem em um Longa-Metragem.

## Vida Pessoal
Um morador de South Orange, New Jersey, Gilman assistiu Chatham Day School e atualmente atende Newark Academy, em Livingston, Nova Jersey. [4] Ele está nas equipes de golfe e esgrima de sua escola. Gilman teve seu Bar Mitzvah em fevereiro de 2012.

## Carreira
Gilman ganhou seu primeiro papel como ator profissional como Sam Shakusky em Moonrise Kingdom , aos 13 anos. Em preparação para o filme, Gilman estudou canoagem, cozinhar em uma fogueira, e o carater de Clint Eastwood em Escape from Alcatraz . [7]
Gilman tem roteiro, atuou, e editou seus próprios vídeos de ação curta.

## Filmografia
| Ano  | Título           | Papel        | Notas           | Prêmios                                                      |
| ---- | ---------------- | ------------ | --------------- | ------------------------------------------------------------ |
| 2012 | Moonrise Kingdom | Sam Shakusky | Papel Principal | Young Artist Awards - Melhor Ator Jovem em um Longa-Metragem |
| 2014 | Elsa & Fred      | Michael      |                 |                                                              |

## Ligações Externas
- Jared Gilman no AdoroCinema